# ブレンダン・クリスチャン
ブレンダン・クリスチャン（Brendan Kyle Akeem Christian、1983年12月11日 ‐ ）は、アンティグア・バーブーダ、セントジョンズ出身の陸上競技選手。専門は短距離走。100mで10秒09、200mで20秒12（元アンティグア・バーブーダ記録）の自己ベストを持つ。

## 経歴
2002年7月、世界ジュニア選手権に出場。男子100mは10秒43（-0.6）の6位でメダルを逃したが、200mはウサイン・ボルト（20秒61）に次ぐ20秒74（+0.9）の2位に入り、アンティグア・バーブーダに世界ジュニア選手権初のメダル（男子200m以外の全種目を含め）をもたらした。
2004年8月、初のオリンピック出場となったアテネオリンピックは男子200mで2次予選まで進出した。
2007年7月、パンアメリカン競技大会に出場。男子100mはチュランディ・マルティナ（10秒15）、ダービス・パットン（10秒17）に次ぐ10秒26（+1.0）の3位で銅メダルを獲得、男子200mは20秒37（+0.8）で優勝し、アンティグア・バーブーダにパンアメリカン競技大会初の金メダル（陸上競技以外の全競技を含め）をもたらした。
2007年8月、初の世界選手権出場となった大阪世界選手権は男子100mと200mの2種目で準決勝に進出した。準決勝では両種目とも組4着までに入れば決勝に進出できたが、100mは10秒29（+0.3）の組7着、200mは20秒36（-0.4）の組5着に終わり、組4着と0秒03差で惜しくも決勝進出を逃した。
2008年8月、2度目のオリンピック出場となった北京オリンピックは男子200mで初の準決勝に進出した。準決勝では組4着までに入れば決勝に進出できたが、20秒29（+0.1）の組5着に終わり、組4着と0秒04差で大阪世界選手権に続き決勝進出を逃した。
2008年9月、年間王者決定戦であるワールドアスレチックファイナルの男子200mに出場し、ステファン・バックランド（20秒57）、ポール・ヘッション（20秒58）に次ぐ20秒61（-0.1）で銅メダルを獲得した。
2009年9月、ワールドアスレチックファイナルの男子200mに2大会連続の出場を果たし、ウサイン・ボルト（19秒68）、ウォーレス・スピアモン（20秒21）に次ぐ20秒65（-0.3）で銅メダルを獲得した。
2012年8月、3大会連続のオリンピック出場となったロンドンオリンピックの男子200mは前回大会に続いて準決勝に進出した。準決勝では組2着までに入るか、組3着以降のタイム上位2選手が決勝に進出できたが、20秒58（-0.4）の組5着で決勝進出を逃した。

## 自己ベスト
記録欄の（　）内の数字は風速（m/s）で、+は追い風を意味する。
| 種目 | 記録           | 年月日        | 場所                   | 備考                               |
| 屋外 | 屋外           | 屋外          | 屋外                   | 屋外                               |
| ---- | -------------- | ------------- | ---------------------- | ---------------------------------- |
| 100m | 10秒09 (+1.3)  | 2009年6月27日 | ニヴェル               |                                    |
| 100m | 10秒01w (+2.8) | 2007年4月21日 | ローレンス             | 追い風参考記録                     |
| 200m | 20秒12 (+1.6)  | 2008年5月8日  | フォール＝ド＝フランス | 元アンティグア・バーブーダ記録     |
| 200m | 19秒98w (+2.1) | 2009年5月2日  | オースティン           | 追い風参考記録                     |
| 400m | 47秒14         | 2008年3月29日 | ヒューストン           |                                    |
| 室内 |                |               |                        |                                    |
| 60m  | 6秒57          | 2007年2月10日 | ヒューストン           |                                    |
| 200m | 20秒84         | 2003年3月14日 | フェイエットビル       | 元室内アンティグア・バーブーダ記録 |
| 400m | 48秒06         | 2009年2月13日 | カレッジステーション   | 元室内アンティグア・バーブーダ記録 |

## 主要大会成績
備考欄の記録は当時のもの
| 年   | 大会                                 | 場所               | 種目    | 結果    | 記録          | 備考                                        |
| ---- | ------------------------------------ | ------------------ | ------- | ------- | ------------- | ------------------------------------------- |
| 2002 | 世界ジュニア選手権                   | キングストン       | 100m    | 6位     | 10秒43 (-0.6) |                                             |
| 2002 | 世界ジュニア選手権                   | キングストン       | 200m    | 2位     | 20秒74 (+0.9) | アンティグア・バーブーダ初のメダル          |
| 2004 | 北中米カリブU23選手権 (en)           | シェルブルック     | 200m    | 4位     | 20秒90 (0.0)  |                                             |
| 2004 | オリンピック                         | アテネ             | 200m    | 2次予選 | 20秒63 (+0.5) |                                             |
| 2006 | 英連邦競技大会 (en)                  | メルボルン         | 200m    | 準決勝  | 21秒10 (+1.0) |                                             |
| 2006 | 英連邦競技大会 (en)                  | メルボルン         | 4x100mR | 5位     | 40秒76 (4走)  | 予選39秒90：アンティグア・バーブーダ記録    |
| 2006 | 中央アメリカ・カリブ海 競技大会 (en) | カルタヘナ         | 100m    | 準決勝  | 10秒40 (+1.8) |                                             |
| 2006 | 中央アメリカ・カリブ海 競技大会 (en) | カルタヘナ         | 200m    | 4位     | 20秒86 (+1.1) |                                             |
| 2006 | 中央アメリカ・カリブ海 競技大会 (en) | カルタヘナ         | 4x100mR | 予選    | DNF (4走)     |                                             |
| 2007 | パンアメリカン競技大会 (en)          | リオデジャネイロ   | 100m    | 3位     | 10秒26 (+1.0) |                                             |
| 2007 | パンアメリカン競技大会 (en)          | リオデジャネイロ   | 200m    | 優勝    | 20秒37 (+0.8) | アンティグア・バーブーダ初の金メダル        |
| 2007 | 世界選手権                           | 大阪               | 100m    | 準決勝  | 10秒29 (+0.3) |                                             |
| 2007 | 世界選手権                           | 大阪               | 200m    | 準決勝  | 20秒36 (-0.4) | 1次予選20秒23：アンティグア・バーブーダ記録 |
| 2008 | 世界室内選手権                       | バレンシア         | 60m     | 準決勝  | 6秒72         |                                             |
| 2008 | オリンピック                         | 北京               | 200m    | 準決勝  | 20秒29 (+0.1) |                                             |
| 2008 | ワールドアスレチック ファイナル (en) | シュトゥットガルト | 200m    | 3位     | 20秒61 (-0.1) |                                             |
| 2009 | 世界選手権                           | ベルリン           | 200m    | 準決勝  | 20秒79 (0.0)  |                                             |
| 2009 | ワールドアスレチック ファイナル (en) | テッサロニキ       | 200m    | 3位     | 20秒65 (-0.3) |                                             |
| 2010 | 中央アメリカ・カリブ海 競技大会 (en) | マヤグエス         | 200m    | 4位     | 20秒59 (0.0)  |                                             |
| 2010 | 中央アメリカ・カリブ海 競技大会 (en) | マヤグエス         | 4x100mR | 予選    | DQ (3走)      |                                             |
| 2011 | 世界選手権                           | 大邱               | 200m    | 予選    | DNS           |                                             |
| 2012 | オリンピック                         | ロンドン           | 200m    | 準決勝  | 20秒58 (-0.4) |                                             |